# ジョン・ブラッドショー・レイフィールド
ジョン・ブラッドショー・レイフィールド (John "Bradshaw" Layfield、1966年11月29日 - ）は、アメリカ合衆国の元プロレスラー、証券アナリスト、投資家。

## 概要
アメリカ合衆国テキサス州スイートウォーター出身だが現在はギミック上ニューヨーク在住を強調している。ブラッドショーもしくはジョン・ブラッドショー・レイフィールド (John "Bradshaw" Layfield) のリングネームで知られ、番組などでは頭文字を取ってJBLと略されることが多い。なおこのJBLという愛称は元アメリカ合衆国大統領リンドン・ベインズ・ジョンソンの通称であるLBJに掛けられている。本名はジョン・チャールズ・レイフィールド（John Charles Layfield）。
リング外では証券取引をギミックではなく実際の副業としており、証券アナリストとして多数のラジオ番組やテレビ番組に出演し、著書も出版している。夫人も証券アナリストであり、テレビの経済番組に定期的に出演している。WWEのドイツ遠征の際、ナチス式敬礼のパフォーマンスを行ったためにCNBCの番組を降板したこともあった。

## プロフィール

### デビュー前後
大学時代はアメリカンフットボールの選手として活躍。ダラスでブラック・バートの指導を受け、1992年にカウボーイ・ギミックのジョン・ホークの名でデビュー。テキサス州ダラスのGWFにてボビー・ダンカン・ジュニアとの大型カウボーイ・コンビ、ザ・テキサス・ムスタングスで活動し、日本へは1993年にNOWに初来日。WARにも、ジ・アンダーテイカーに影響を受けた怪奇派カウボーイのデスマスクとして来日している。
1996年、アンクル・ゼベカイアをマネージャーに、ジャスティン "ホーク" ブラッドショーの名でWWFに入団。その後、ブラックジャック・ランザとブラックジャック・マリガンのザ・ブラックジャックスにあやかり、マリガンの息子バリー・ウインダムとニュー・ブラックジャックスを結成してブラックジャック・ブラッドショーに改名。1997年には全日本プロレスの世界最強タッグ決定リーグ戦に参戦するも、1998年にタッグを解散。シングルプレイヤーに戻ってベイダーらと抗争した。

### WWFタッグ王者

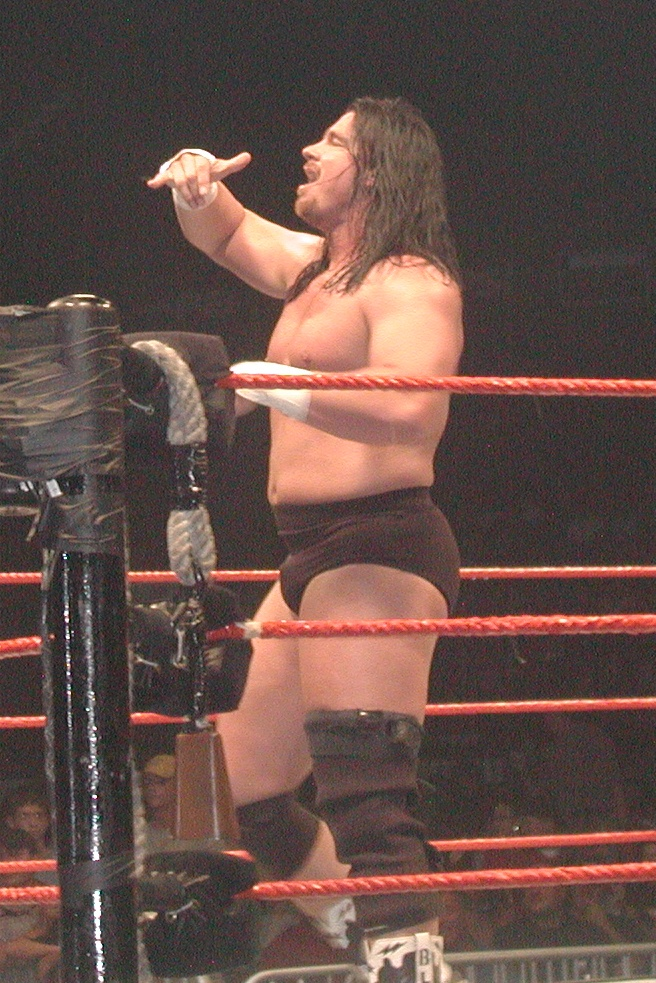
2002年

同年秋からブラッドショーとしてファルークとアコライツを結成し、1999年にはWWF世界タッグ王座を2度獲得。
2000年には新ギミックとして、酒とポーカーを好み、金かビールをもらえばどんな相手でも用心棒を引き受ける、APA（Acolytes Protection Agency、アコライツ警備保障）をファルークと共に開業。2001年にタッグ王座を取得している。

### JBLギミックの誕生
2002年の2リーグ制発足によってRAW所属となりファルークとのコンビを一旦解散。当初はプッシュを受けていたがその後暴力事件を起こしハードコア要員に格下げされてしまう。
腕を負傷し欠場した後はSmackDown!で復帰しファルークとAPAを再結成。トレードマークの長髪を切り、髪も黒から本来の金髪に戻す。
2004年にファルークと別れ（ファルークは体調不良によりセミリタイア）、株で成功した嫌味な証券アナリストにギミックを変更してシングルプレーヤーに転向し、ヒールにもなり、ジョン・ブラッドショー・レイフィールドに改名。同年、エディとドラマを繰り広げ、The GREAT AMERICAN BASH 2004でエディ・ゲレロとのブルロープ・マッチを制し、WWE王座を獲得。以降JBL内閣を組閣し、アンダーテイカー、ブッカー・T、カート・アングル等の強豪相手に往年のダーティー・チャンプの如く王座を守りレッスルマニア２１にてジョン・シナに破れるまで王座を保持。期間は280日。過去10年の保持記録を築いた（ディーゼル以来）。

### トップヒールとしての活躍

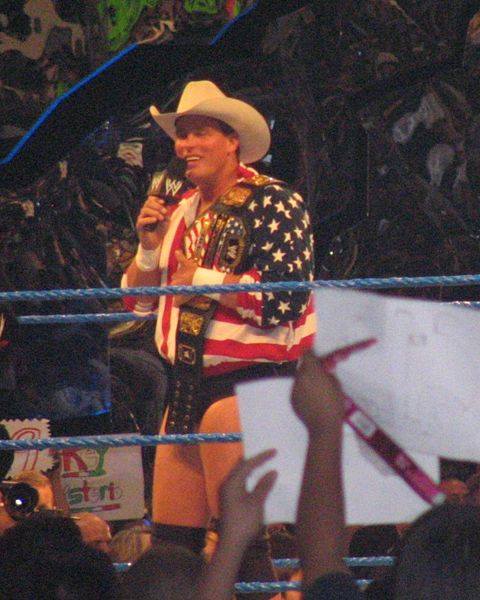
US王者時代

その後もレスリング・ゴッドと自称し、SmackDown!のトップヒールとして活躍。RAWからSmackDown!に移籍してきたバティスタと世界ヘビー級王座をめぐって抗争を繰り広げた。結局、王座獲得ならずその上、レイ・ミステリオとのシングルマッチで負けてしまい、MNMのフィクサー、ジリアンを雇う。RAWとSmackDown!が抗争した際はSmackDown!側の主要レスラーとして活動し、Survivor Series 2005でのSmackDown!側の代表レスラーの一人として5対5の生き残り戦に出場した。
2006年に入ってブギーマンと抗争した後、WrestleMania 22でクリス・ベノワに勝利し、US王座を獲得した。US王座獲得後、WrestleMania 22で世界ヘビー級王座を獲得したミステリオを挑発。Judgment Day 2006で世界ヘビー級王座戦を戦うが敗戦。5月26日に開催されたSmackDown!でボビー・ラシュリーに敗れてUS王座を奪われ、同日のメイン戦で自身のSmackDown!追放を賭けてミステリオと世界ヘビー級王座戦を行うが敗れ、SmackDown!から追放された。しかし、6月11日のECWワンナイト・スタンドに登場してSmackDown!復帰を宣言し、ECWに移籍したタズに代わる解説者としてSmackDown!に復帰した。

### 引退と復帰
腰の怪我の悪化により、ミステリオとの試合を最後に選手としてはいったん引退し、実況席で解説者を務めていたが、元相棒のロン・シモンズ（ファルーク）がその後WWEに復帰したこともあり、ショーン・マイケルズのように現役に復帰することを待ち望むファンの声が高まっていた。
2007年12月16日のアルマゲドンで、試合中のクリス・ジェリコが実況席に勢いよくぶつかってきたのを根に持ち、その試合の最後に乱入してジェリコの頭を蹴り飛ばした。そして12月21日放送のSmackDown!で「RAWに移籍しY2Jを倒す」と宣言し、実際にRAWへ移籍して、選手として復帰を果たした。翌週のイラクからの放送でY2Jにクローズラインを決めた。その後は証券アナリストギミックとして幾度か王座戦線に絡み、2008年のアルマゲドンでは大不況で経済的窮地に陥ったショーン・マイケルズを従業員に雇うなどのエピソードを経て、2009年3月にCMパンクからIC王座を奪取。2009年のレッスルマニアでレイ・ミステリオに史上最短21秒でIC王座を奪われ、そのまま逆ギレして「I quit!（やめてやる!）」と捨てセリフを残し、そのまま引退した。実際の引退の要因は古傷の悪化および投資業の多忙化で、レッスルマニア翌日には自身のブログでファンに対する感謝のコメントと「エディ・ゲレロがいない今、レイを引退試合の相手に選ぶのは当然だ」と綴った。
また、2008年WWE殿堂入り式典ではブリスコ兄弟（ジャック・ブリスコ＆ジェラルド・ブリスコ）のインダクターを務めた。

### 総合格闘技団体の立ち上げ
引退後はビジネスに専念するとされていたが、総合格闘技団体「Vyper Fight League」を立ち上げた。自らも選手として参戦する模様となっていたが、Vyper Fight Leagueは数回のイベントを開催した後、ウェブサイトは閉鎖され、現在は活動していない。2007年11月から自身の名前を冠したLayfield Energyという栄養補給ドリンクを販売している。

### 再びWWEへ
WWEから引退後、しばらくメディアなどの表舞台から遠ざかっていたが、2011年3月7日のRAWの放送においてマイケル・コールがリング上にて、WrestleMania 27でのメインイベントにおいてゲストレフェリーを務める人物はテキサスの英雄という旨で紹介。会場内では以前からWrestleMania 27に登場することが決定されていたストーン・コールド・スティーブ・オースチンのコールをしたが、ここでサプライズ登場を果たした。ネットやメディアにはまったくJBLの噂がでていなかっただけに会場内から大歓声で迎えられたが、レフェリーをするための契約書にサインをしようとした瞬間にオースチンが登場。口論になろうとしたところスタナーを喰らい、轟沈した。当初、WWEのスタッフがJBLとコンタクトを取る際にJBLがWWEに所属していた頃の連絡先を現在変更していたことにより、どう探せばいいかわからなかったと吐露している。
2012年7月23日、放送1000回目の記念RAW収録にてロン・シモンズと共にAPAとして登場し、ヒース・スレーターにクローズライン・フロム・ヘルを見舞った。8月にはWWEとフルタイム契約を結び、9月のPPVであるNight of Champions 2012にて解説として登場した。以降、Smackdown!の担当解説をしている。
しばらくTVショーやPPVでの解説を務めていたが、2014年1月26日に行われたロイヤルランブルのランブル戦で24番目に登場。久々のリングとなったが、すぐにロマン・レインズによって敗退させられてしまった。
2014年2月26日にCOOのトリプルHによって、NXTのゼネラルマネージャーに就任したが、8月27日にウィリアム・リーガルが新しいNXTゼネラル・マネージャーとなり、辞任した。2016年、RAWとSmackDownの再分割が行われたのに伴い、SmackDownの解説者に就任した。
2020年3月3日、WWE殿堂入りすることが発表された。

## 得意技
クローズライン・フロム・ヘル
ランニング式のクローズラインだが、彼の2m近い恵まれた体格とアメリカンフットボール仕込みのダッシュ力から繰り出されるクローズラインは対戦相手が強烈にマットに叩きつけられたり一回転するほどの威力を持ち、現役時代は屈指の使い手として認知され、相手によってはこれでフォールを奪えるほどだった。元々は尊敬するスタン・ハンセンのウエスタン・ラリアットを模倣したもので、アメリカ式の「倒す」クローズラインと、ハンセンの「殴る」ラリアットを組み合わせたものになっている。
パワーボム
足の間に敵の頭を捕らえたあとに、余裕の表情で手でロングホーンの角を真似したり、タバコをふかす仕草をする。
ビッグ・ブート
軽量級相手の時にブートでダウンさせ、立ち上がったところを上のいずれかの技で仕留めるパターンがある。
ラスト・コール（フォール・アウェイ・スラム）
株用語から。いわゆるブロック・バスター。アバランシュ・プレスのように相手を横抱きにして、そのまま後ろに反り投げる。

## 人物像

### 故郷愛
ギミック上、故郷テキサスを小バカにしていたが、実際は非常に郷土愛の強い人物である。入場時にはボンネットに牛の角を装着したストレッチド・リムジンを使用する。ブラッドショー時代はテキサスで興行を行う度に同じくテキサス出身のストーン・コールド・スティーブ・オースチンと共に大暴れしていた。

### 保守派
政治的には共和党支持を公言する保守派である。また米軍への慰問にも積極的で2003年以降WWEが行っているアフガニスタン・イラク駐留軍への慰問興行には必ず参加している。日本興行の際にも在日米軍基地への訪問をしている。

### スタン・ハンセンへの敬意
同郷のスタン・ハンセンを尊敬しており、ブラッドショー時代はハンセンのようなテキサンスタイルのコスチュームで入場。ハンセン同様、テキサス・ロングホーンのパフォーマンス（片手の人差し指と小指を突き立てて雄叫びを上げる）を行うこともあった。
レスリングのスタイルにもハンセンの影響は強く、エルボー・ドロップのフォームやサッカーボールキック（リング上に座り込んだ相手選手の背中に思い切りインステップキックを叩き込む）のフォームはハンセンのそれに酷似している。またフィニッシュムーヴもハンセン同様、ロープに飛んでからの喉元へのラリアット（ハンセンはロープに飛ばない）を用いている、

### バックステージの武闘派
試合やテレビで見せる無骨な一面とは違い、普段は温厚でまじめな性格だが武闘派としても知られ、バックステージにおいては問題行動を起こした選手の制裁役を受け持つことでも有名。

### 解説者として
レッスルマニア23では、バトル・オブ・ザ・ビリオネアーズの解説者として登場。自身の試合が組まれなかった不満から、WWEの会長であるビンスを実況のJRと一緒になってコケにしまくっていた。

## 獲得タイトル
WWE
- WWE王座 : 1回
- WWE・US王座 : 1回
- WWE・インターコンチネンタル王座 : 1回
- WWFハードコア王座 : 18回
- WWE・ヨーロピアン王座 : 1回
- WWF世界タッグ王座 : 3回（w / ファルーク）
- トリプルクラウン達成（2009年）
- グランドスラム達成（2009年）
- WWE殿堂 : 2020年

GWF
- GWFタッグ王座 : 2回（w / ボビー・ダンカン・ジュニア、ブラック・バート）

MCW
- MCWタッグ王座 : 1回（w / ファルーク）

OVW
- OVW南部タッグ王座 : 1回（w / ファルーク）

その他
- NWA北米ヘビー級王座 : 1回
- キャッチレスリングタッグ王座 : 2回（w / フィット・フィンレー、Grizzly）

## 入場曲
- Longhorn
- Protection
- Follower
- Double Down
- Blu Brothers